# Lorenzo Minio-Paluello
Lorenzo Minio-Paluello (* 21. September 1907 in Belluno; † 6. Mai 1986 in Oxford) war ein italienischer Philosophiehistoriker, Altphilologe und mittellateinischer Philologe.

## Leben
Minio-Paluello war Sohn des Michelangelo Minio (* 1872 in Venedig; † 1960 ebenda), eines italienischen Naturforschers und Botanikers sowie Lehrers in weiterführenden Schulen, und der Ersilia Bisson. Er wurde so in eine vornehme venezianische Familie hineingeboren. Durch einen Adoptionsvorgang erhielten die Söhne von Michelangelo Minio den Namenszusatz Paluello. Minio Paluello besuchte das liceo ginnasio Foscarini in Venedig und wurde 1929 mit einer Dissertation über Teoria della storia e gnoseologia in Kant an der Universität Padua promoviert. Zu seinen akademischen Lehrern zählten C. Marchesi, B. Terracini und vor allem Manara Valgimigli, mit dem ihn eine tiefe Freundschaft verband und mit dem er an der italienischen Übersetzung der Werke Platons für den Verlag Laterza zusammenarbeitete (die Übersetzung des Kratylos, Bari 1931).
Bis 1932 arbeitete Minio-Paluello als Bibliotheksassistent. Zu dem Zeitpunkt begab er sich zur Vertiefung seiner mediävistischen Kompetenzen nach Paris, wo er die Universität Paris IV, die École pratique des hautes études und das Collège de France besuchte, um die Vorlesungen von Étienne Gilson zu hören. 1933 kehrte er nach Italien zurück, wo er eine bedrückende Situation vorfand. Als er sich weigerte, Mitglied der Nationalen Faschistischen Partei zu werden, wurde die Situation nur noch schlimmer. Bis 1935 unterrichtete er an einer Schule in Istrien, dann wurde er aus dem öffentlichen Schuldienst entlassen. Er heiratete 1938 Magda Ungar, die jüdischer Herkunft war, was die Situation noch schwieriger machte. Im Herbst desselben Jahres noch erhielt er von W. D. Ross, dem Provost des Oriel College, eine Einladung nach Oxford, wo er 1939 ankam.
Als Italien 1940 in den Krieg eintrat, wurde er fünf Monate auf der Isle of Man interniert, aber schließlich doch entlassen. In der Folge konnte er sogar mit dem britischen Verteidigungsministerium zusammenarbeiten. Vom 1. August 1942 an bis zum Januar 1943 war er Mitglied des Vereins Free Italy – Libera Italia in der Rolle eines Beraters; der Verein verfügte über eine Rubrik beim Sender Radio London und Minio Paluello war für die Sendungen auf Italienisch zuständig. Die Tonbänder der zwischen Dezember 1940 und Mai 1942 übertragenen Sendungen werden bei der Fondazione Ezio Franceschini in Florenz aufbewahrt. In diese Zeit fallen auch seine politischen Stellungnahmen gegen den Faschismus, wie die Aufsätze über die Erziehung in Italien und über die Beziehungen zwischen Italien und Deutschland.
In Oxford arbeitete er zwischen 1939 und 1945 mit Raymond Klibansky an dem Corpus Platonicum Medii Aevi und bereitete seine Dissertation über The methods of translator of philosophical works from Greek into Latin in the Middle Ages vor. Nach Erlangen des Doktorgrades 1947 in Oxford war er von 1947 bis 1948 Fellow am Warburg Institute London und wurde 1948 senior lecturer für mittelalterliche Philosophie am Oriel College. 1956 wurde er in dieser Stellung zum reader ernannt und von 1962 bis 1975 zum professorial fellow. Schließlich wurde er am Oriel College emeritus and honorary fellow. Er hielt unter anderem die Barlow lectures 1955 in London und lehrte 1956–1957 nach einem Wettbewerb um eine Stelle als ordentlicher Professor mittelalterliche und humanistische Philologie in Padua. Dann entschloss er sich jedoch, nach Oxford zurückzukehren.

## Auszeichnungen
1957 wurde er zum Mitglied der British Academy gewählt, von 1969 bis 1970 und von 1974 bis 1976 war er Mitglied des Institute for Advanced Study in Princeton, von 1970 an war er corresponding fellow der Medieval Academy of America, von 1971 an war er foreign member der American Philosophical Society und von 1975 an der Académie royale des Sciences, des Lettres et des Beaux-Arts de Belgique, von 1977 an der Accademia Patavina, von 1980 an des Istituto Veneto di Scienze, Lettere ed Arti und der Oxford Dante Society. 1975 erhielt er die Medaille des Collège de France.

## Forschungsschwerpunkte
Minio–Paluello arbeitete in seiner Dissertation zunächst vor allem editionsphilologisch zur Übersetzungsmethodik vom Griechischen ins Lateinische anhand philosophischer Texte. Dazu zählen die Übersetzung des Platonischen Phaedo durch Henricus Aristippus und die große Zahl von Texten, die zum Aristoteles Latinus gehören. Darüber hinaus edierte er die aristotelischen Kategorien und das Buch Über die Interpretation und eine zweibändige Ausgabe logischer Texte aus dem 12. Jahrhundert.
Sein bedeutendster Beitrag war die Arbeit am Aristoteles Latinus, ein Projekt der Katholischen Universität Löwen, mit dem die Philosophiegeschichte des Mittelalters neu geschrieben wurde. Von 1947 an war er Mitglied des Herausgebergremiums und leistete zudem einen außerordentlichen Beitrag dazu, dass die Forschungen zur Herstellung des Katalogs der aristotelischen Codices nicht in Vergessenheit geraten, die vor dem Krieg von G. Lacombe mit A. Birkenmajer, M. Dulong und Ezio Franceschini (mit ihm war Minio Paluello seit dem Studium befreundet) durchgeführt worden waren. 1947 wurde er in Nachfolge von Augustin Mansion Direktor des Unternehmens und blieb es bis Ende 1973, als Gerard Verbeke ihm nachfolgte. Während er das Unternehmen leitete, betreute er zahlreiche textkritische, Gelehrten aus aller Welt anvertraute Editionen. Dem Aristoteles Latinus lieh er bis zu seiner Emeritierung 1976 seine ganze Unterstützung.

## Schriften (Auswahl)
Dissertation
- The methods of translator of philosophical works from Greek into Latin in the Middle Ages. D.Phil. thesis Oxford 1947.

Textkritische Ausgabe des Aristoteles
- Aristotelis categoriae et liber de interpretatione, Oxford University Press, Oxford 1949, zweite Auflage 1956 (maßgebliche kritische Ausgabe)
- Aristotelis Analytica Priora et Posteriora. Hrsg. mit William David Ross. Oxford University Press, Oxford 1964.

Corpus Platonicum Medii Aevi, später Plato Latinus
- Volumen II: Phaedo, interprete Henrico Aristippo. Warburg Institute, London 1950 (der erste Band wurde von Raymond Klibansky erstellt)

Textkritische Ausgaben von logischen Texten des 12. Jahrhunderts
- Twelfth Century Logic. Texts and Studies, I: Adam Balsamiensis Parvipontani Ars disserendi (Dialectica Alexandri). Edizioni di Storia e Letteratura, Rom 1956.
- Twelfth Century Logic. Texts and Studies, II: Abaelardiana Inedita. Edizioni di Storia e Letteratura, Rom 1958.

Aristoteles Latinus
- Aristoteles Latinus. Band I 1–5: Categoriae vel praedicamenta. Translatio Boethii, Editio Composite, Translatio Guillelmi de Moerbeka, Lemmata e Simplicii commentario decerpta, Pseudo-Augustini Paraphrasis Themistiana. Desclée de Brouwer, Brügge u. a. 1961 (enthält die Kategorien-Übersetzung des Boethius)
- Aristoteles Latinus. Band I 6–7: Categoriarum supplementa: Porphyrii isagoge, translatio Boethii, et anonymi fragmentum vulgo vocatum „Liber sex principiorum“. Desclée de Brouwer, Brügge u. a. 1966 (enthält die Isagoge-Übersetzung des Boethius)
- Aristoteles Latinus. Band II 1–2: De interpretatione vel periermenias: translatio Boethii, specimina translationum recentiorum. Desclée de Brouwer, Brügge und Paris 1965 (enthält Boethius’ Übersetzung von De interpretatione)
- Aristoteles Latinus. Band III 1–4: Analytica priora: translatio Boethii (recensiones duae), translatio anonyma, Pseudo-Philoponi aliorumque scholia, specimina translationum recentiorum. Desclée de Brouwer, Brügge u. a. 1962 (enthält S. 1–191 die beiden Fassungen von Boethius’ Übersetzung der Analytica priora; auch die S. 293–372 edierten Scholien stammen von Boethius)
- Aristoteles Latinus. Band IV 1-4 (mit B. G. Dod): Analytica posteriora (Iacobi Venetici translationis recensio, anonymi sive Ioannis, Gerardi et recensio Guillelmi de Moerbeka). Desclée de Brouwer, Brügge u. a. 1968
- Aristoteles Latinus. Band V 1–3: Topica: translatio Boethii, fragmentum recensionis alterius, et translatio anonyma. Brill, Leiden 1969 (enthält Boethius’ Übersetzung der Topik)
- Aristoteles Latinus. Band XI 1-2 (editio altera): De mundo. Translationes Bartholomaei et Nicholai. Ed. W. L. Lorimer, rev. L. Minio-Paluello, Desclée De Brouwer, Bruges-Paris 1965 (First ed. by W. L. Lorimer, La Libreria dello Stato, Roma 1951)

Politische Aufsätze
- Education in fascist Italy, London 1946
- M.: The Germans and Italy, in: PENTAD (kollektives Pseudonym von P.P. Fano, A.F. Magri, L. Minio-Paluello, R. Orlando, I. Thomas), The remaking of Italy, New York 1941, S. 55–113 (die Verfasserschaft von Minio Paluello wurde von Ivor Bulmer Thomas und dem Material in der Fondazione Franceschini bestätigt)